# Liste der Kulturdenkmale in Possendorf (Bannewitz)
Die Liste der Kulturdenkmale in Possendorf enthält die in der amtlichen Denkmalliste des Landesamtes für Denkmalpflege Sachsen ausgewiesenen Kulturdenkmale im Bannewitzer Ortsteil Possendorf. Die Anmerkungen sind zu beachten.
Diese Liste ist eine Teilliste der Liste der Kulturdenkmale im Landkreis Sächsische Schweiz-Osterzgebirge. 

Diese Liste ist eine Teilliste der Liste der Kulturdenkmale in Sachsen.

## Legende
- Bild: Bild des Kulturdenkmals, ggf. zusätzlich mit einem Link zu weiteren Fotos des Kulturdenkmals im Medienarchiv Wikimedia Commons. Wenn man auf das Kamerasymbol klickt, können Fotos zu Kulturdenkmalen aus dieser Liste hochgeladen werden:
- Bezeichnung: Denkmalgeschützte Objekte und ggf. Bauwerksname des Kulturdenkmals
- Lage: Straßenname und Hausnummer oder Flurstücknummer des Kulturdenkmals. Die Grundsortierung der Liste erfolgt nach dieser Adresse. Der Link (Karte) führt zu verschiedenen Kartendiensten mit der Position des Kulturdenkmals. Fehlt dieser Link, wurden die Koordinaten noch nicht eingetragen. Sind diese bekannt, können sie über ein Tool mit einer Kartenansicht einfach nachgetragen werden. In dieser Kartenansicht sind Kulturdenkmale ohne Koordinaten mit einem roten bzw. orangen Marker dargestellt und können durch Verschieben auf die richtige Position in der Karte mit Koordinaten versehen werden. Kulturdenkmale ohne Bild sind an einem blauen bzw. roten Marker erkennbar.
- Datierung: Baubeginn, Fertigstellung, Datum der Erstnennung oder grobe zeitliche Einordnung entsprechend des Eintrags in der sächsischen Denkmaldatenbank
- Beschreibung: Kurzcharakteristik des Kulturdenkmals entsprechend des Eintrags in der sächsischen Denkmaldatenbank, ggf. ergänzt durch die dort nur selten veröffentlichten Erfassungstexte oder zusätzliche Informationen
- ID: Vom Landesamt für Denkmalpflege Sachsen vergebene, das Kulturdenkmal eindeutig identifizierende Objekt-Nummer. Der Link führt zum PDF-Denkmaldokument des Landesamtes für Denkmalpflege Sachsen. Bei ehemaligen Kulturdenkmalen können die Objektnummern unbekannt sein und deshalb fehlen bzw. die Links von aus der Datenbank entfernten Objektnummern ins Leere führen. Ein ggf. vorhandenes Icon  führt zu den Angaben des Kulturdenkmals bei Wikidata.

## Liste der Kulturdenkmale
| Bild                                    | Bezeichnung | Lage                         | Datierung | Beschreibung | ID       |
| --------------------------------------- | --- | ---------------------------- | --------- | --- | -------- |
| Direkt Bild zu diesem Denkmal hochladen | Sachgesamtheitsbestandteil der Sachgesamtheit Windbergbahn, Teilabschnitt Bannewitz, OT Possendorf, mit den Einzeldenkmalen: Empfangsgebäude, Wirtschaftsgebäude und Wagenkasten sowie Fakultativwagen: lfd. Nr. 199, Baujahr 1894 (siehe Obj. 09301640, Am Bahnhof 1) und dem Streckenverlauf als Sachgesamtheitsteil (siehe auch Sachgesamtheit 09301623) |                              |           | Sachgesamtheitsbestandteil der Sachgesamtheit Windbergbahn, Teilabschnitt Bannewitz, OT Possendorf, mit den Einzeldenkmalen: Empfangsgebäude, Wirtschaftsgebäude und Wagenkasten sowie Fakultativwagen: lfd. Nr. 199, Baujahr 1894 (siehe Obj. 09301640, Am Bahnhof 1) und dem Streckenverlauf als Sachgesamtheitsteil (siehe auch Sachgesamtheit 09301623) | 09301639 |
| Weitere Bilder                          | Einzeldenkmale in der o. g. Sachgesamtheit, Teilabschnitt Bannewitz, OT Possendorf: Bahnhof mit Empfangsgebäude, Wirtschaftsgebäude und Wagenkasten sowie Fakultativwagen: lfd. Nr. 199, Baujahr 1894 (siehe Obj. 09301639) | Am Bahnhof 1 (Karte)         |           | Bahnhof Possendorf: Einzeldenkmale der Sachgesamtheit Windbergbahn, Teilabschnitt Bannewitz, OT Possendorf: Ehemaliger Bahnhof und Nebengebäude (siehe Obj. 09301639) | 09301640 |
|                                         | Seitengebäude (Wohnstallhaus) und Toreinfahrt eines Bauernhofes (mit Nr. 3) | Bachweg 1 (Karte)            |           | Seitengebäude (Wohnstallhaus) und Toreinfahrt eines Bauernhofes (mit Nr. 3) | 08963165 |
|                                         | Wohnstallhaus eines Bauernhofes (mit Nr. 1) | Bachweg 3 (Karte)            |           | Wohnstallhaus eines Bauernhofes (mit Nr. 1) | 08963164 |
|                                         | Wohnhaus | Brösgener Weg 1 (Karte)      |           | Wohnhaus | 08963142 |
|                                         | Wegestein | Brösgener Weg (Karte)        |           | Wegestein | 08963143 |
| Direkt Bild zu diesem Denkmal hochladen | Sachgesamtheit Friedhof und Kapelle Possendorf: mit Friedhofskapelle (siehe Obj. 08963154, gleiche Anschrift) sowie Friedhof und Einfriedung (Sachgesamtheitsteil) | Hauptstraße                  |           | Sachgesamtheit Friedhof und Kapelle Possendorf: mit Friedhofskapelle (siehe Obj. 08963154, gleiche Anschrift) sowie Friedhof und Einfriedung (Sachgesamtheitsteil) | 09301435 |
|                                         | Einzeldenkmal der Sachgesamtheit Friedhof und Kapelle Possendorf (siehe Obj. 09301435, gleiche Anschrift): Friedhofskapelle | Hauptstraße (Karte)          |           | Einzeldenkmal der Sachgesamtheit Friedhof und Kapelle Possendorf (siehe auch Obj. 09301435, gleiche Anschrift): Friedhofskapelle | 08963154 |
|                                         | Königlich-sächsische Meilensteine (Sachgesamtheit) | Hauptstraße (Karte)          | um 1860   | Königlich-Sächsischer Halbmeilenstein | 08963265 |
|                                         | Wohnhaus, ehemalige Böttcherei, mit angebautem Auszugshaus | Hauptstraße 25 (Karte)       |           | Wohnhaus, ehemalige Böttcherei, mit angebautem Ausgedingehaus | 08960547 |
| Weitere Bilder                          | Kirche mit Kirchenausstattung, Kirchhof mit Einfriedungsmauer, Kirchhofsportal, einigen alten Grabmalen und Kriegerdenkmal für die Gefallenen des Ersten Weltkrieges sowie Reformationseiche und Lutherlinde (Gartendenkmale) | Hauptstraße (Karte)          |           | Dorfkirche Possendorf: Kirche (mit Ausstattung), Kirchhof (Nebenanlage) mit Einfriedungsmauer, Kirchhofsportal, einigen alten Grabmalen und Kriegerdenkmal für die Gefallenen des Ersten Weltkrieges | 08963152 |
| Weitere Bilder                          | Mord- und Sühnekreuz | Hauptstraße (Karte)          |           | Mord- und Sühnekreuz | 08963153 |
|                                         | Pfarrhaus und zwei Seitengebäude des Pfarrhofes | Kirchgasse 2 (Karte)         |           | Pfarrhaus und zwei Seitengebäude des Pfarrhofes | 08963155 |
|                                         | Kantorat | Kirchgasse 4 (Karte)         |           | Kantorat | 08963158 |
|                                         | Seitengebäude eines Bauernhofes | Quohrener Weg 1 (Karte)      |           | Seitengebäude eines Bauernhofes | 08963163 |
|                                         | Ehem. Schulgebäude (heute Rathaus), mit Einfriedung | Schulstraße 6 (Karte)        |           | Hans-Grundig-Schule (ehem.); Rathaus: Schulgebäude (heute Rathaus), mit Einfriedung | 08963156 |
|                                         | Zwei Wohnhäuser, verbunden durch Hofmauer mit Torbogen und Pforte | Schulstraße 19 (Karte)       |           | Gemeindegut: Zwei Wohnhäuser, verbunden durch Hofmauer mit Torbogen und Pforte | 08963157 |
| Direkt Bild zu diesem Denkmal hochladen | Ehemaliges Kantorat | Untere Bergstraße 2          |           | Ehemaliges Kantorat | 09304888 |
|                                         | Wohnhaus (über hakenförmigem Grundriss) | Untere Bergstraße 25 (Karte) |           | Wohnhaus (über hakenförmigem Grundriss) | 08963159 |
|                                         | Wohnstallhaus, Seitengebäude und Scheune eines Dreiseithofes, sowie Trockenmauern, Bauerngarten und zwei Hofbäume | Untere Dorfstraße 6 (Karte)  |           | Wohnstallhaus, Seitengebäude und Scheune eines Dreiseithofes, inklusive Trockenmauern und Bauerngarten | 08963166 |
|                                         | Wohnhaus (über hakenförmigem Grundriss) | Untere Dorfstraße 16 (Karte) |           | Wohnhaus (über hakenförmigem Grundriss) | 08963167 |
|                                         | Wohnstallhaus | Untere Dorfstraße 18 (Karte) |           | Wohnstallhaus | 08963168 |
| Direkt Bild zu diesem Denkmal hochladen | Wohnstallhaus eines Bauernhofes und Toranlage (Torbogen und Pforte) mit Inschrifttafel | Untere Dorfstraße 19         |           | Wohnstallhaus eines Bauernhofes und Toranlage (Torbogen und Pforte) mit Inschrifttafel | 08963161 |
|                                         | Wohnstallhaus eines Bauernhofes | Untere Dorfstraße 21 (Karte) |           | Wohnstallhaus eines Bauernhofes | 08963160 |
| Weitere Bilder                          | Turmholländer | Windmühlenhöhe 2 (Karte)     |           | Possendorfer Windmühle: Turmwindmühle | 08963144 |
|                                         | Wohnstallhaus, Seitengebäude und Scheune eines Dreiseithofes | Zur Laue 2 (Karte)           |           | Wohnstallhaus, Seitengebäude und Scheune eines Dreiseithofes | 08963162 |